# Cacopsylla affinis
Cacopsylla affinis är en insektsart som först beskrevs av Löw 1880.  Cacopsylla affinis ingår i släktet Cacopsylla och familjen rundbladloppor. Enligt den finländska rödlistan är arten nationellt utdöd i Finland. Arten är reproducerande i Sverige. Artens livsmiljö är hagmarker och lövängar. Inga underarter finns listade i Catalogue of Life.